# Bożena Lublińska-Kasprzak
Bożena Lublińska-Kasprzak (ur. 18 kwietnia 1966 w Mielcu) – polski urzędnik państwowy, W latach 2005–2008 zastępca prezesa Agencji Modernizacji i Restrukturyzacji Rolnictwa, w latach 2009–2016 prezes Polskiej Agencji Rozwoju Przedsiębiorczości, od 2024 zastępca dyrektora Narodowego Centrum Badań i Rozwoju.

## Życiorys
Absolwentka Wydziału Ekonomicznego UMCS w Lublinie. Była ekspertem Parlamentarnego Zespołu ds. Absorpcji Funduszy UE. Uczestniczyła w przygotowaniu Programu SAPARD. W latach 2005–2008 była zastępcą prezesa Agencji Modernizacji i Restrukturyzacji Rolnictwa. W 2009 została prezesem Polskiej Agencji Rozwoju Przedsiębiorczości, funkcję tę pełniła do 2016. W sierpniu 2024 objęła stanowisko pierwszej zastępczyni dyrektora Narodowego Centrum Badań i Rozwoju.
Od 2009 przewodniczy kapitule konkursu Polski Produkt Przyszłości, odd 2010 wchodzi w skład zarządu The European Network of Innovation Agencies TAFTIE.
W 2008, 2009, 2010 i 2011 została umieszczona na liście "50 najbardziej wpływowych kobiet w Polsce" miesięcznika Home & Market, oraz uzyskała tytuł „Menadżer Roku 2010” w administracji. Została nagrodzona m.in. Platynowym Laurem Umiejętności i Kompetencji 2010. W 2011 zajęła 10. miejsce w rankingu Polish Market 50 kobiet top menadżerów. W 2012 zajęła trzecie miejsce w TOP50 kobiet menadżerek tygodnika Wprost. Odznaczona odznaką honorową Związku Banków Polskich. Jest polskim jurorem konkursu European Business Awards.